# Natalija Bočina
Natalija Valerjevna Bočina (rusko Наталья Валерьевна Бочина), ruska atletinja, * 4. januar 1962, Leningrad, Sovjetska zveza.
Nastopila je na olimpijskih igrah leta 1980 ter osvojila naslova olimpijske podprvakinje v teku na 200 m in štafeti 4×100 m, v teku na 100 m se je uvrstila v polfinale. Na evropskem prvenstvu leta 1986 je osvojila bronasto medaljo v štafeti 4×100 m, na evropskem dvoranskem prvenstvu leta 1981 pa srebrno medaljo v teku na 400 m.